# E-Type

Logo von E-Type

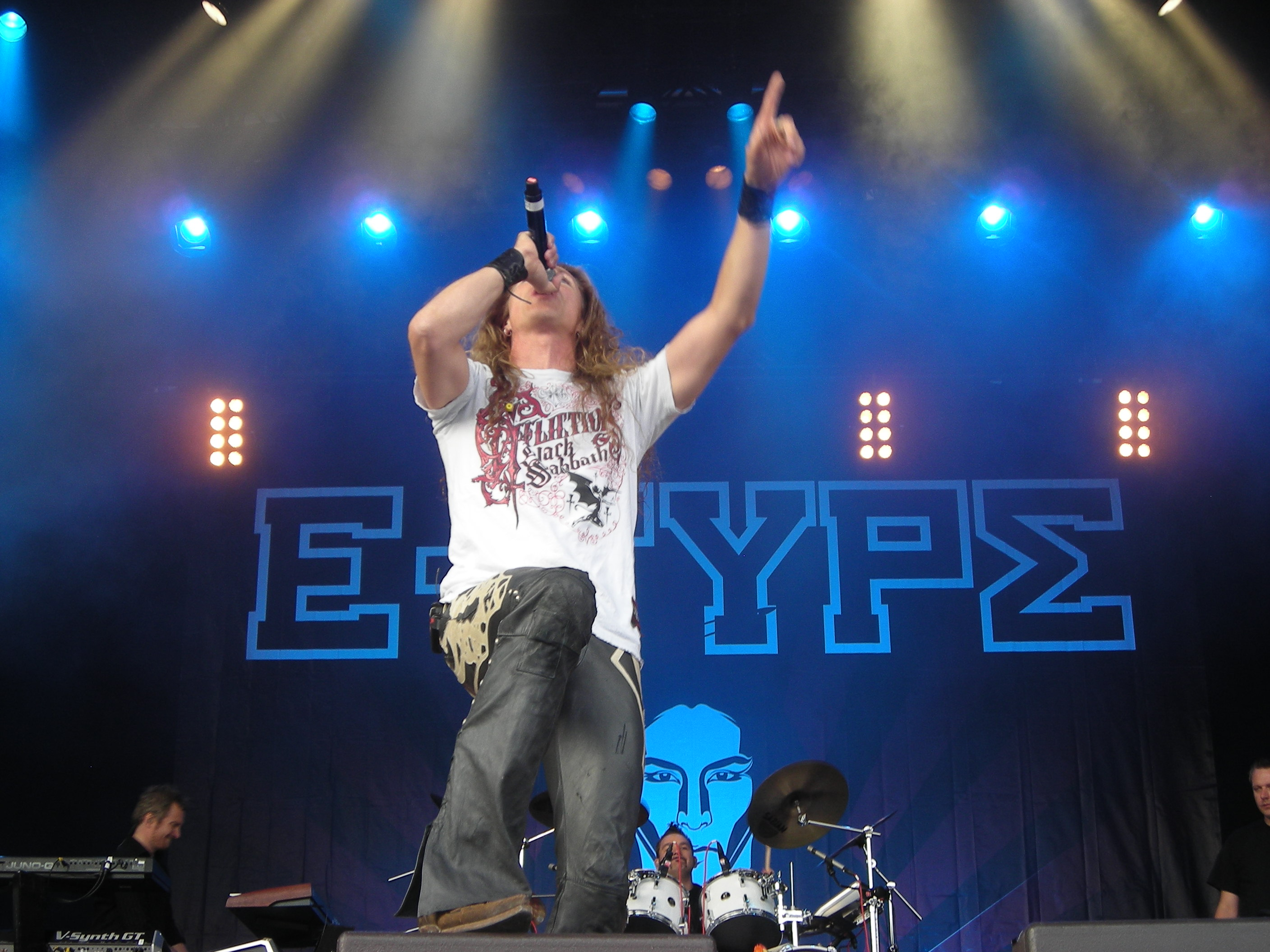
E-Type bei einem Konzert in Göteborg

E-Type (* 27. August 1965 in Uppsala; eigentlich Bo Martin Erik Eriksson) ist ein schwedischer Dance-Musiker.

## Leben
Eriksson begann seine musikalische Karriere als Schlagzeuger der schwedischen Thrash-Metal-Band Hexenhaus und war VJ für den Fernsehsender Z-TV. Anfang der 1990er begann er eine Solokarriere. 1991 veröffentlichte E-Type seine Debütsingle We’ve Got the Atmosphere, gefolgt von Numania 1, beide mit dem schwedischen Musiker Stakka Bo und 1993 folgte seine Solosingle I’m Falling, die alle drei floppten.
Drei Jahre später gelang E-Type der große Durchbruch mit seinem Album Made in Sweden (produziert von Denniz PoP und Max Martin, später verantwortlich für Hits von Ace of Base, Backstreet Boys und Britney Spears), das auf den zu dieser Zeit angesagten Eurodance-Sound mit weiblichen Vocals setzte. Die erste Auskopplung Set the World on Fire schaffte es bis auf Platz 2 der schwedischen Charts, der Nachfolger This Is the Way erreichte Platz eins in Schweden und konnte auch in Frankreich und den Niederlanden hohe Chartpositionen erreichen. Es folgte eine lange Reihe weiterer Party-Hits, aber auch Balladen und rockigerer Tracks. Auch konnten sich 1996 und 1997 seine Singles Set the World on Fire, This is the Way und Calling Your Name in den Top 25 der US-amerikanischen Billboard-Dancecharts platzieren.
Den ersten Erfolg im deutschsprachigen Raum hatte er mit dem offiziellen Song zur Fußball-Europameisterschaft 2000, Campione 2000, welcher in die deutschen und in die Schweizer Singlecharts einstieg. Ein weiteres im deutschsprachigen Raum bekanntes Lied von ihm ist Es ist nie vorbei, ein Duett mit der deutschen Sängerin Blümchen, welches sich allerdings nur in den schwedischen Charts platzieren konnte. Weiterhin hat Eriksson die offizielle schwedische Hymne für die Olympischen Sommerspiele in Athen 2004, Olympia, veröffentlicht. Mit Paradise nahm E-Type an der schwedischen Vorentscheidung zum Eurovision Song Contest 2004 teil und belegte den fünften Platz.
Seine Veröffentlichungen konnten vor allem im skandinavischen Raum Erfolge verbuchen, so veröffentlichte er fünf Nummer-eins-Hits in Schweden und einen in Finnland und konnte in Schweden, Finnland und Norwegen insgesamt 23 Platzierungen in den Top Ten der Singlecharts erreichen.

## Diskografie

### Studioalben
| Jahr | Titel                 | Höchstplatzierung, Gesamtwochen, AuszeichnungChartplatzierungen (Jahr, Titel, Platzierungen, Wochen, Auszeichnungen, Anmerkungen) | Höchstplatzierung, Gesamtwochen, AuszeichnungChartplatzierungen (Jahr, Titel, Platzierungen, Wochen, Auszeichnungen, Anmerkungen) | Höchstplatzierung, Gesamtwochen, AuszeichnungChartplatzierungen (Jahr, Titel, Platzierungen, Wochen, Auszeichnungen, Anmerkungen) | Anmerkungen                             |
| Jahr | Titel                 | FI | NO | SE | Anmerkungen                             |
| ---- | --------------------- | --- | --- | --- | --------------------------------------- |
| 1994 | Made in Sweden        | — | — | SE2 Platin · (28 Wo.)SE | Erstveröffentlichung: Oktober 1994      |
| 1996 | The Explorer          | — | — | SE5 Platin · (48 Wo.)SE | Erstveröffentlichung: September 1996    |
| 1998 | Last Man Standing     | FI1 Platin · (15 Wo.)FI | NO2 Platin · (16 Wo.)NO | SE1 ×2Doppelplatin · (26 Wo.)SE                                                                                                   | Erstveröffentlichung: 1998              |
| 2001 | Euro IV Ever          | FI3 Gold · (20 Wo.)FI | NO7 (9 Wo.)NO | SE2 Platin · (28 Wo.)SE | Erstveröffentlichung: 19. November 2001 |
| 2004 | Loud Pipes Save Lives | FI13 (7 Wo.)FI | NO17 (7 Wo.)NO | SE2 Gold · (14 Wo.)SE | Erstveröffentlichung: 2004              |
| 2007 | Eurotopia             | — | — | SE10 (6 Wo.)SE | Erstveröffentlichung: 31. Oktober 2007  |

grau schraffiert: keine Chartdaten aus diesem Jahr verfügbar

### Kompilationen
| Jahr | Titel         | Höchstplatzierung, Gesamtwochen, AuszeichnungChartplatzierungen (Jahr, Titel, Platzierungen, Wochen, Auszeichnungen, Anmerkungen) | Höchstplatzierung, Gesamtwochen, AuszeichnungChartplatzierungen (Jahr, Titel, Platzierungen, Wochen, Auszeichnungen, Anmerkungen) | Höchstplatzierung, Gesamtwochen, AuszeichnungChartplatzierungen (Jahr, Titel, Platzierungen, Wochen, Auszeichnungen, Anmerkungen) | Anmerkungen                             |
| Jahr | Titel         | FI | NO | SE | Anmerkungen                             |
| ---- | ------------- | --- | --- | --- | --------------------------------------- |
| 1999 | Greatest Hits | FI25 (4 Wo.)FI | NO6 Gold · (11 Wo.)NO | SE12 Gold · (11 Wo.)SE | Erstveröffentlichung: 25. November 1999 |

Weitere Kompilationen
- 2001: E-Type Väljer Sina Eurofavoriter (2CD)
- 2006: 14 Hits with E-Type
- 2009: Best of

### Singles
| Jahr | Titel Album                                      | Höchstplatzierung, Gesamtwochen, AuszeichnungChartplatzierungen (Jahr, Titel, Album, Platzierungen, Wochen, Auszeichnungen, Anmerkungen) | Höchstplatzierung, Gesamtwochen, AuszeichnungChartplatzierungen (Jahr, Titel, Album, Platzierungen, Wochen, Auszeichnungen, Anmerkungen) | Höchstplatzierung, Gesamtwochen, AuszeichnungChartplatzierungen (Jahr, Titel, Album, Platzierungen, Wochen, Auszeichnungen, Anmerkungen) | Höchstplatzierung, Gesamtwochen, AuszeichnungChartplatzierungen (Jahr, Titel, Album, Platzierungen, Wochen, Auszeichnungen, Anmerkungen) | Höchstplatzierung, Gesamtwochen, AuszeichnungChartplatzierungen (Jahr, Titel, Album, Platzierungen, Wochen, Auszeichnungen, Anmerkungen) | Höchstplatzierung, Gesamtwochen, AuszeichnungChartplatzierungen (Jahr, Titel, Album, Platzierungen, Wochen, Auszeichnungen, Anmerkungen) | Anmerkungen                                            |
| Jahr | Titel Album                                      | DE | CH | UK | FI | NO | SE | Anmerkungen                                            |
| ---- | ------------------------------------------------ | --- | --- | --- | --- | --- | --- | ------------------------------------------------------ |
| 1994 | Set the World on Fire Made in Sweden             | — | — | — | — | — | SE2 (20 Wo.)SE |                                                        |
| 1994 | This Is the Way Made in Sweden                   | — | — | UK53 (2 Wo.)UK | — | — | SE1 Gold · (21 Wo.)SE |                                                        |
| 1995 | Do You Always (Have to Be Alone)? Made in Sweden | — | — | — | — | — | SE13 (9 Wo.)SE |                                                        |
| 1995 | Russian Lullaby Made in Sweden                   | — | — | — | — | — | SE45 (6 Wo.)SE |                                                        |
| 1996 | Free Like a Flying Demon The Explorer            | — | — | — | — | — | SE1 Gold · (30 Wo.)SE |                                                        |
| 1996 | Calling Your Name The Explorer                   | — | — | — | — | — | SE4 Gold · (20 Wo.)SE |                                                        |
| 1997 | Back in the Loop The Explorer                    | — | — | — | FI20 (1 Wo.)FI | — | SE10 (18 Wo.)SE |                                                        |
| 1997 | I Just Wanna Be With You The Explorer            | — | — | — | FI15 (2 Wo.)FI | — | SE10 (17 Wo.)SE |                                                        |
| 1997 | You Will Always be a Part of Me The Explorer     | — | — | — | — | — | SE30 (6 Wo.)SE |                                                        |
| 1998 | Here I Go Again Last Man Standing                | — | — | — | FI1 (8 Wo.)FI | NO3 Platin · (13 Wo.)NO | SE1 Platin · (16 Wo.)SE |                                                        |
| 1998 | Angels Crying Last Man Standing                  | — | — | — | FI2 (16 Wo.)FI | NO2 Platin · (13 Wo.)NO | SE2 Platin · (18 Wo.)SE |                                                        |
| 1999 | Princess of Egypt Last Man Standing              | — | — | — | — | — | SE9 (11 Wo.)SE |                                                        |
| 1999 | Hold Your Horses Last Man Standing               | — | — | — | — | — | SE26 (7 Wo.)SE |                                                        |
| 2000 | Campione 2000 Euro IV Ever                       | DE91 (1 Wo.)DE | CH61 (3 Wo.)CH | UK58 (2 Wo.)UK | — | NO9 (4 Wo.)NO | SE2 Platin · (14 Wo.)SE | Erstveröffentlichung: 19. Juni 2000                    |
| 2000 | Es ist nie vorbei Für immer und ewig             | — | — | — | — | — | SE28 (9 Wo.)SE | Erstveröffentlichung: 27. November 2000 feat. Blümchen |
| 2001 | Life Euro IV Ever                                | — | — | — | FI16 (1 Wo.)FI | NO3 Gold · (16 Wo.)NO | SE1 Platin · (21 Wo.)SE |                                                        |
| 2002 | Africa Euro IV Ever                              | — | — | — | FI13 (2 Wo.)FI | — | SE5 (16 Wo.)SE |                                                        |
| 2002 | Banca Banca Euro IV Ever                         | — | — | — | — | — | SE32 (11 Wo.)SE |                                                        |
| 2004 | Paradise Loud Pipes Save Lives                   | — | — | — | FI11 (2 Wo.)FI | NO11 (7 Wo.)NO | SE2 Gold · (17 Wo.)SE | feat. Na Na                                            |
| 2004 | Olympia Loud Pipes Save Lives                    | — | — | — | — | — | SE4 (19 Wo.)SE |                                                        |
| 2005 | The Predator Loud Pipes Save Lives               | — | — | — | — | — | SE43 (3 Wo.)SE |                                                        |
| 2007 | True Believer Eurotopia                          | — | — | — | FI3 (3 Wo.)FI | — | SE1 Gold · (24 Wo.)SE | Erstveröffentlichung: 16. Mai 2007                     |
| 2007 | Eurofighter Eurotopia                            | — | — | — | — | — | SE17 (8 Wo.)SE |                                                        |
| 2008 | Line of Fire –                                   | — | — | — | — | — | SE3 (7 Wo.)SE | feat. The Poodles                                      |
| 2011 | Back 2 Life –                                    | — | — | — | — | — | SE53 (1 Wo.)SE |                                                        |

grau schraffiert: keine Chartdaten aus diesem Jahr verfügbar
Weitere Singles
- 1991: We Got the Atmosphere (feat. Stakka B)
- 1992: Numania 1 (feat. Stakka B)
- 1993: I’m Falling
- 1995: Megamix
- 1996: So Dem A Com
- 2000: Megamix
- 2004: Camila
- 2019: Ride the Lightning

## Auszeichnungen für Musikverkäufe
| Goldene Schallplatte - Frankreich - 1996: für das Album Made in Sweden |

Anmerkung: Auszeichnungen in Ländern aus den Charttabellen bzw. Chartboxen sind in ebendiesen zu finden.
| Land/RegionAuszeichnungen für Musikverkäufe (Land/Region, Auszeichnungen, Verkäufe, Quellen) | Gold       | Platin       | Verkäufe | Quellen                  |
| -------------------------------------------------------------------------------------------- | ---------- | ------------ | -------- | ------------------------ |
| Finnland (IFPI)                                                                              | Gold1      | Platin1      | 100.213  | ifpi.fi                  |
| Frankreich (SNEP)                                                                            | Gold1      | —            | 100.000  | infodisc.fr              |
| Norwegen (IFPI)                                                                              | 2× Gold2   | 3× Platin3   | 125.000  | ifpi.no                  |
| Schweden (IFPI)                                                                              | 7× Gold7   | 9× Platin9   | 665.000  | sverigetopplistan.se SE2 |
| Insgesamt                                                                                    | 11× Gold11 | 13× Platin13 |          |                          |